# Бабилодзе, Валерьян Алексеевич
Валерьян Алексеевич Бабилодзе (27 января 1913 года, село Натанеби, Озургетский уезд, Кутаисская губерния, Российская империя — неизвестно, село Натанеби, Махарадзевский район, Грузинская ССР) — бригадир колхоза имени Берия Махарадзевского района, Грузинская ССР. Герой Социалистического Труда (1951).

## Биография
Родился в 1913 году в крестьянской семье в селе Натанеби Озургетского уезда (сегодня — Озургетский муниципалитет). Окончил местную сельскую школу. С раннего возраста трудился в сельском хозяйстве. Во время коллективизации вступил в местный колхоз имени Берия (с 1953 года — колхоз имени Ленина) Махарадзевского района, председателем которого был Василий Виссаринович Джабуа.
Трудился рядовым колхозником до призыва в октябре 1936 года на срочную службу в Красную Армию. После службы возвратился в родное село, где продолжил трудиться в колхозе. В июне 1941 года призван в армию по мобилизации. С февраля 1942 года участвовал в сражениях Великой Отечественной войны. Воевал в составе 76-й морской стрелковой дивизии. В оборонительных боях на Кубани получил тяжёлое ранение. После излечения демобилизован в январе 1943 года в звании младшего лейтенанта и возвратился в родное село Натанеби. С конца 1940-х годов — бригадир чаеводов в колхозе имени Берия Махарадзевского района.
В 1950 году бригада под его руководством собрала в среднем с каждого гектара по 7647 килограммов сортового чайного листа с площади 12,6 гектара. Указом Президиума Верховного Совета СССР от 23 июля 1951 года удостоен звания Героя Социалистического Труда за «получение в 1950 году высоких урожаев сортового зелёного чайного листа» с вручением ордена Ленина и золотой медали «Серп и Молот» (№ 6079).
Этим же Указом званием Героя Социалистического Труда были награждены труженики колхоза имени Берия, в том числе бригадиры Дмитрий Несторович Баканидзе, Иван Кириллович Горгиладзе, Касьян Павлович Тавадзе, Пармен Кириллович Тавадзе, Владимир Илларионович Центерадзе, Василий Геронтиевич Чавлейшвили, звеньевые Мария Евсихиевна Горгиладзе, Нина Владимировна Зоидзе, Тамара Самсоновна Центерадзе, колхозники Александра Теопиловна Болквадзе, Александра Самсоновна Гобронидзе.
В последующем работал на одном из предприятий местной промышленности.
После выхода на пенсию проживал в родном селе Натанеби Махарадзевского района. Дата смерти не установлена (после 1985 года).
Награды
- Герой Социалистического Труда
- Орден Ленина — дважды (29.08.1949; 1951)
- Орден Отечественной войны 1 степени (11.03.1985)
- Медаль «За отвагу» (06.11.1947)